# Olivia Onesti
Pour les articles homonymes, voir Onesti (homonymie).
Olivia Onesti, née le 6 décembre 2003 à Fontainebleau, en Seine-et-Marne, est une coureuse cycliste française. Elle est spécialiste du VTT cross-country et du cyclo-cross.

## Biographie
Née le 6 décembre 2003 à Fontainebleau, Olivia Onesti grandit en Haute-Vienne, où elle commence le cyclisme à l'âge de six ans. Elle commence par le VTT, discipline dans laquelle elle s'illustre rapidement. Polyvalente, elle est notamment championne de France cadette en VTT et sur route, avant de remporter la coupe de France de cyclo-cross élite à seulement 16 ans.

## Palmarès en VTT

### Championnats du monde
- Leogang 2020
  -  Championne du monde du relais mixte (avec Mathis Azzaro, Luca Martin, Jordan Sarrou, Léna Gérault, Loana Lecomte)[1]
  - 4e du cross-country juniors
- Val di Sole 2021
  -  Médaillée d'argent du cross-country juniors
- Pal Arinsal 2024
  -  Médaillée d'argent du cross-country espoirs
  -  Médaillée d'argent du relais mixte

### Coupe du monde
- Coupe du monde de cross-country espoirs
  - 2021 : 29e du classement général
  - 2022 : 17e du classement général
  - 2023 : 66e du classement général
  - 2024 : 2e du classement général, vainqueur d'une manche

- Coupe du monde de cross-country short track espoirs
  - 2023 : 69e du classement général
  - 2024 : 5e du classement général

### Championnats d'Europe
- Monte Tamaro 2020
  -  Médaillée d'argent du relais mixte
  -  Médaillée d'argent du cross-country juniors
- Novi Sad 2021
  - 4e du relais mixte
  - 8e du cross-country juniors
- Cheile Grădiștei 2024
  -  Médaillée d'argent du relais mixte

### Championnats de France
- 2020
  -  Championne de France de cross-country juniors
- 2021
  - 3e du cross-country juniors
- 2024
  -  Championne de France de cross-country espoirs
- 2025
  -  Championne de France de cross-country
  -  Championne de France de cross-country espoirs
  - 3e du cross-country short track

## Palmarès en cyclo-cross
- 2017-2018
  - 3e du championnat de France cadettes
- 2018-2019
  - 2e du championnat de France cadettes
- 2019-2020
  - Coupe de France :
    - Classement général
    - Coupe de France de cyclo-cross #2, Andrezieux-Boutheon
    - Coupe de France de cyclo-cross #3, Bagnoles-de-l'Orne

  -  Médaillée d'argent du championnat d'Europe juniors
  - 2e du championnat de France juniors
  - 3e du Cyclo-cross d'Igorre
- 2020-2021
  - 2e du championnat de France juniors
- 2021-2022
  - XI Trofeo Villa de Gijon, Gijón
  - Elorrioko Basqueland Ziklokrosa, Elorrio
  - 3e du championnat de France de cyclo-cross espoirs
  - 10e de la Coupe du monde espoirs
- 2022-2023
  - 10e du championnat d'Europe de cyclo-cross espoirs
- 2023-2024
  - Cyclo-cross International Souvenir Anthony Revel #NormandyCX, Brionne
  - 2e du championnat de France de cyclo-cross espoirs
  - 3e de la Coupe de France
  - 6e du championnat d'Europe de cyclo-cross espoirs

## Palmarès sur route

### Par années
- 2019
  -  Championne de France sur route minimes-cadettes

### Classements mondiaux
| Année                                 | 2022 | 2023  |
| ------------------------------------- | ---- | ----- |
| Classement UCI                        | 905e | 1043e |
| UCI World Tour                        | 229e | 299e  |
|                                       |      |       |
| Légende : nc = non classéSource : UCI |      |       |